# Hans Rudolf Sager

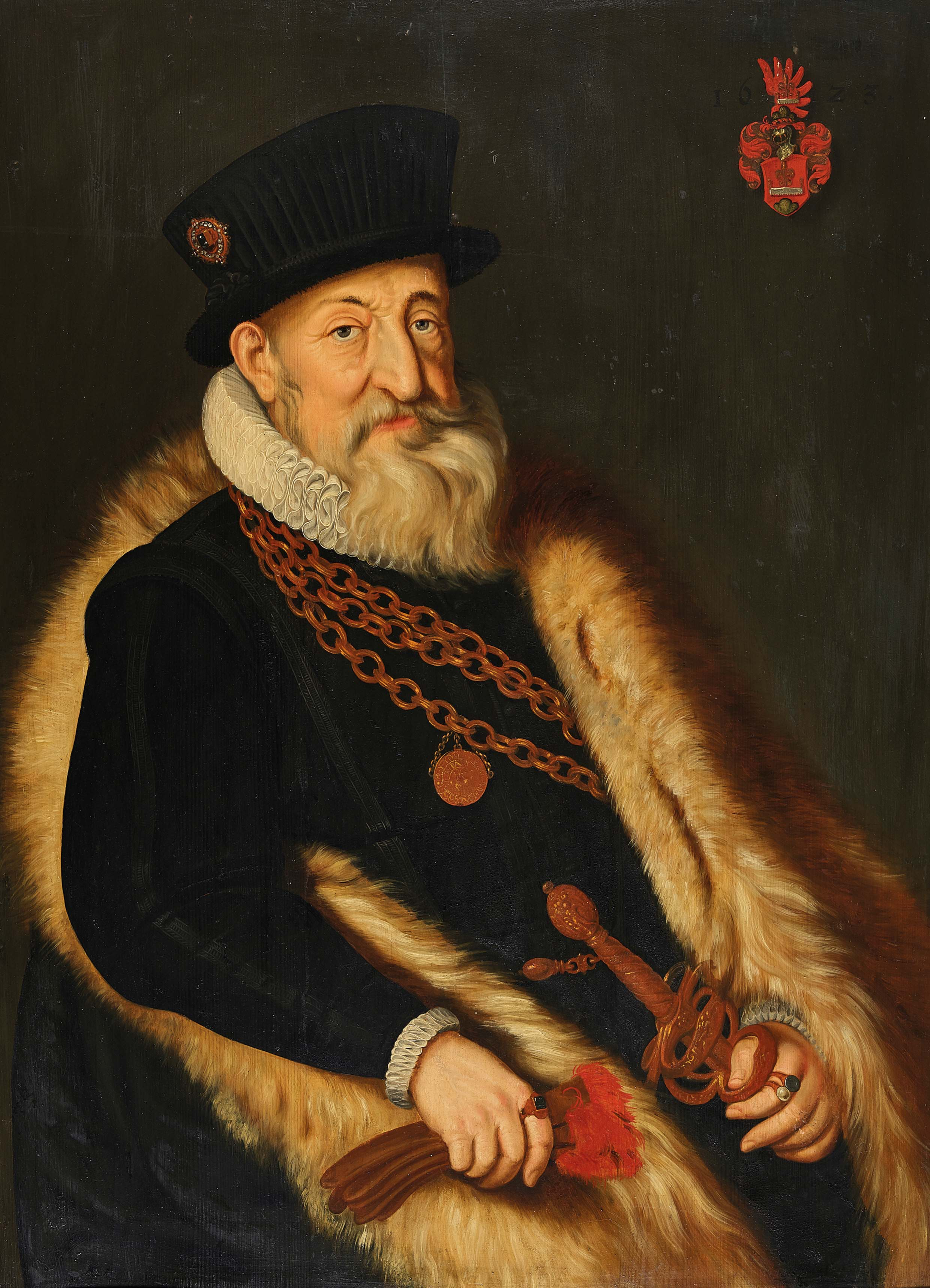
Hans Rudolf Sager

Hans Rudolf Sager (getauft 20. November 1547 in Bern; † 22. Februar 1623 ebenda) war Schultheiss von Bern.

## Biografie
Ab 1570 sass er im bernischen Grossen Rat, war Schultheiss von Unterseen, ab 1580 Mitglied des Kleinen Rates und selben Jahres Venner zu Schmieden. 1584 war er bernischer Gesandter in Genf bei der Beschwörung des Bundes mit Bern, 1585 an die Tagsatzung in Aarau zur Beratung von Massnahmen gegen die Täufer und 1586 an die Tagsatzung in Baden, wo Sager vergeblich vorschlug, die Waadt als bernisches Territorium von der Eidgenossenschaft gegenüber Savoyen schützen zu lassen. 1586 amtete er als Bauherr, von 1594 bis 1597 als Deutschseckelmeister und 1597 bis 1621 schliesslich als Schultheiss von Bern. Mit ihm erlosch seine Familie im Mannsstamm.
Hans Rudolf Sager besass das Rebgut Wingreis am Bielersee sowie Zinsgüter in Oberdettigen.